# Escuela Secundaria Miami Beach
La Escuela Secundaria Miami Beach (Miami Beach Senior High School; MBSH o "Beach High") es una escuela secundaria (high school) en Miami Beach, Florida. Es una parte de las Escuelas Públicas del Condado de Miami-Dade (MDCPS por sus siglas en inglés).

## Historia
El edificio fue construido en 1926. Las clases comenzaron en 1928.
Antes de la década de 1950, estudiantes cristianos ricos eran la mayoría del alumnado. En la década de 1950 el cuerpo estudiantil era mayoría judía, y muchos padres no judíos enviaron a sus hijos a otras escuelas secundarias.
Antes de las aberturas de la Escuela Secundaria North Miami Beach y la Escuela Secundaria Dr. Michael Krop, la secundaria Miami Beach y la Escuela Secundaria Miami Norland sirvieron a North Miami Beach.
Un nuevo edificio se abrió en 1999, pero tuvo problemas en su construcción.